# 能美町鹿川
能美町鹿川（のうみちょうかのかわ）は、広島県江田島市の大字。

## 地理
能美島の中部に位置する。南に面する海域は鹿川港として指定されている。南東で大柿町小古江、東で大柿町飛渡瀬、北で能美町中町、西沖美町岡大王に接する。
鹿川港の西側には石油類を保管する鹿川ターミナルが立地する。これは昭和初頭に大日本帝国海軍が設置した燃料置場を源流とする。太平洋戦争後に三菱商事鹿川綜合油槽所となり、分社化を経て現在に至る。

## 歴史
1889年の町村制施行により佐伯郡鹿川村が成立した。
1951年1月1日に鹿川村は鹿川町となった。1955年に中村・高田村と合併して能美町大字鹿川となった。
2004年に能美町外3町が合併して江田島市が誕生した。能美町大字鹿川は江田島市能美町鹿川に引き継がれた。

## 教育
江田島市立鹿川小学校および江田島市立能美中学校（中町）の校区内である。

## 社会福祉
集会所、出張所、文化センターの機能を持った鹿川交流プラザがある。鹿川出張所、鹿川公民館、鹿川文化センターを集約・移転して2020年6月に開設された。
認定こども園のうみがある。これは鹿川保育園が2015年に認定こども園に移行したものである。
中町との境界付近に能美運動公園がある。鹿川水源地のほとりに鹿川水源地公園がある。

## 交通
大柿町小古江から中町に向けて国道487号が通る。
沖美町岡大王方面へ才越峠を経由して広島県道36号高田沖美江田島線が通じている。また、高田沖美江田島線は鹿川から中町まで国道487号と重複する。

## 通信
請願により1930年3月6日に三等郵便局の鹿川郵便局が設けられた。

## 仏閣
- 勝善寺

## 参考資料
- 藤岡徳次郎 編『佐伯郡制誌』佐伯郡地方振興財団、1929年3月30日。NDLJP:1241536。
- 「確認された合併協定項目」『明日へのかけはし』第20号、江田島町・能美町・沖美町・大柿町合併協議会、2004年6月。2022年7月30日閲覧。